# Handball 17
Handball 17 est un jeu vidéo de sport développé par Eko Software et édité par Bigben Interactive, sorti en 2016 sur Windows, PlayStation 3, PlayStation 4 et Xbox One.
Il fait suite à Handball 16.

## Accueil
- Gameblog : 5/10[1]